# 李继勋 (清朝)
李继勋（？—？），奉天（今辽宁沈阳）人，清朝政治人物。
李继勋曾于1696年接替许钟英任嘉定县知县一职，1697年由王文焕接任。